# Sypaný kužel

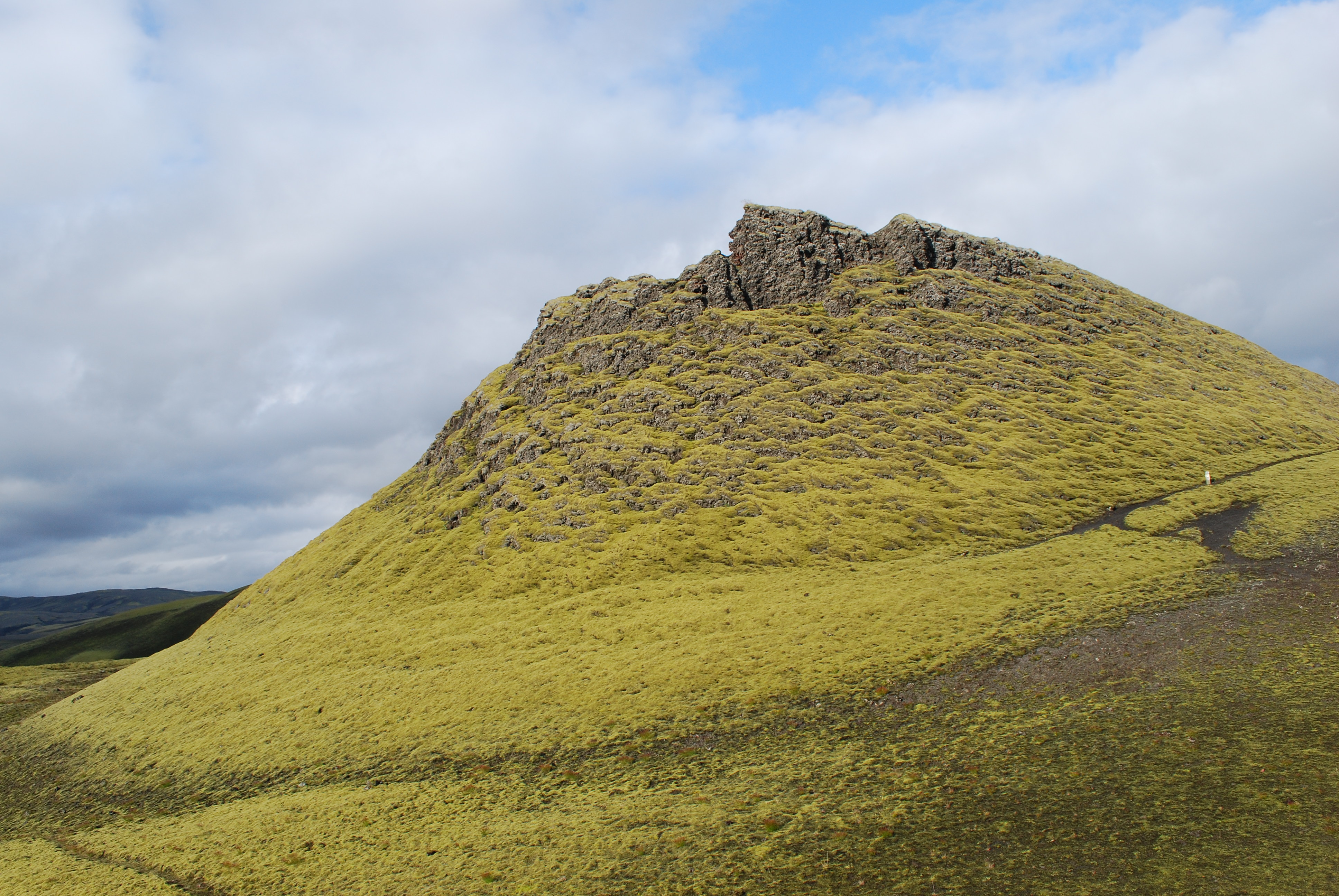
Sypaný kužel poblíž sopky Laki, Island

Sypaný kužel či struskový kužel, v odborné literatuře taktéž označován anglickými termíny cinder cone či scoria cone, je typ malé sopky vznikající zpravidla jako výsledek odplynění a následné fragmentace magmatu. Je to nejrozšířenější projev sopečné činnosti na povrchu Země, který je charakteristický stavbou příkrého, stovky až tisíce metrů širokého sopečného kužele, vznikajícího nad místem, kde k povrchu vystupuje magma. Sypaný kužel se řadí do skupiny monogenetických sopek, jelikož zpravidla vzniká během krátkodobé sopečné aktivity trvající několik dní až let, i když i zde existují výjimky jako například mexický kužel Paricutín.
Oproti štítovým sopkám či stratovulkánům jsou sypané kužele relativně nízké, obvykle na Zemi dosahující výšky 200 až 300 metrů. Jsou velice hojně rozšířeny po celém zemském povrchu, kde vytváří buď samostatná sopečná pole, či se vyskytují jako parazitické sopky na větších tělesech. V poslední době se objevují studie, které dokládají přímými pozorováními existenci podobných těles i na dalších tělesech sluneční soustavy, konkrétně na povrchu Marsu a Měsíce.

## Pojmenování
V češtině se používá pro označení zmiňovaného druhu sopky dvojakost pojmenování. Název souvisí buď s mechanismem vzniku, kdy se částice po svazích sypou, odtud sypaný kužel, či od převažujícího materiálu, který kužele tvoří, tedy struskový kužel. V angličtině pak oba dva termíny (jak scoria tak i cinder) znamenají strusku, hlavní materiál tvořící kužel sopky. Oba dva termíny jsou, jak v češtině, tak i v angličtině hojně užívány a často zaměňovány. V anglické literatuře se dá částečně sledovat trend, kdy pojmenování scoria cone je využíváno více geology zkoumající sopky na Zemi, kdežto termín cinder cone je využíván převážně geology zkoumající sopky na jiných tělesech.

## Vznik

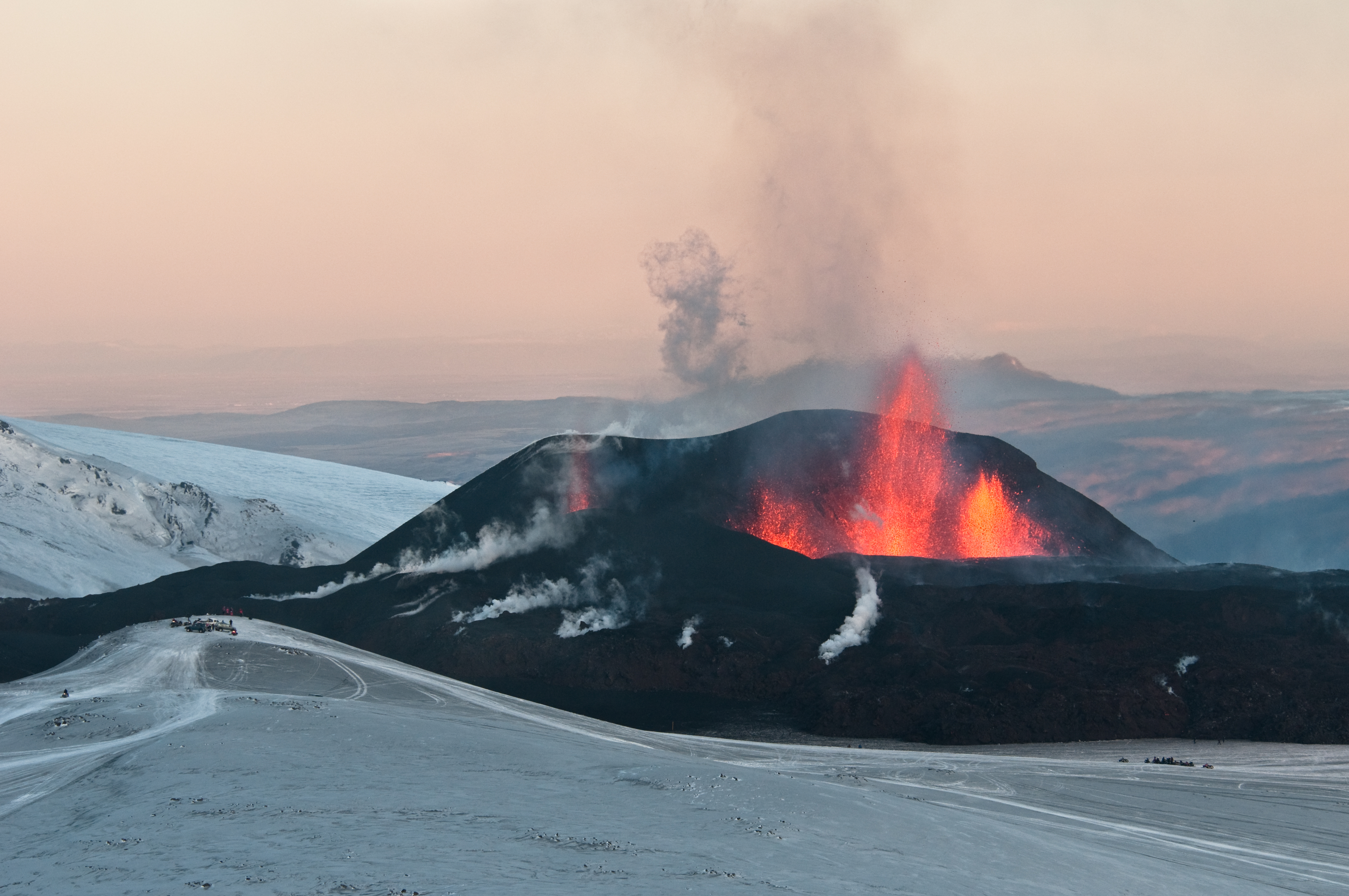
Strombolský typ erupce vytvářející malý sypaný kužel během sopečné erupce sopky Eyjafjallajökull na Islandu v roce 2010

Sopky obecně vznikají výstupem magmatu na povrch tělesa a postupným ukládáním nad tímto místem výstupu. Vystupující magma obsahuje různé množství rozpuštěných sopečných plynů. S poklesem litostatického tlaku, jak magma vystupuje směrem k povrchu, se tyto plyny začnou z magmatu uvolňovat a vytvářet malé bublinky. Jak množství bublinek postupně narůstá, začínají se vzájemně spojovat a vytvářet větší bublinky, které následně stále rychleji prostupují magmatem vzhůru. Když množství bublin dosáhne kritického množství vůči celkovému složení magmatu, dochází k jeho trhání, tzv. fragmentaci magmatu. Existují dva hlavní modely pro popis samotné fragmentace a do současnosti není zcela jasné, který lépe vystihuje podstatu jevu. Nicméně oba modely předpokládají vznik různě velikých pyroklastických částic, jež jsou následně vyvrhovány z místa fragmentace do okolí během jednotlivých erupcí, které jsou od sebe odděleny od několika sekund až po minuty či hodiny.

Schematický řez ukazující Strombolský typ erupce a vzniklý sypaný kužel

Tento typ sopečné erupce se označuje jako Strombolský a jeho charakteristickým produktem je vznik strusky a sopečných bomb, formující postupným ukládáním těleso sypaného kužele. Nejčastěji sypané kužele vznikají z magmatu s nízkou až střední viskozitou, většinou tedy bazaltového složení. V závislosti na velikosti vzniklých částic během fragmentace jsou částice odnášeny z místa exploze dvojicí procesů; menší částice jsou unášeny pyroklastickým mračnem do vzdálenějšího okolí kužele, kdežto částice větší než přibližně 1 centimetr jsou vystřelovány po balistických křivkách do blízkého okolí. Vyvrhovaný materiál se následně začíná hromadit v blízkosti místa erupce a postupným vršením vzniká sypaný kužel.

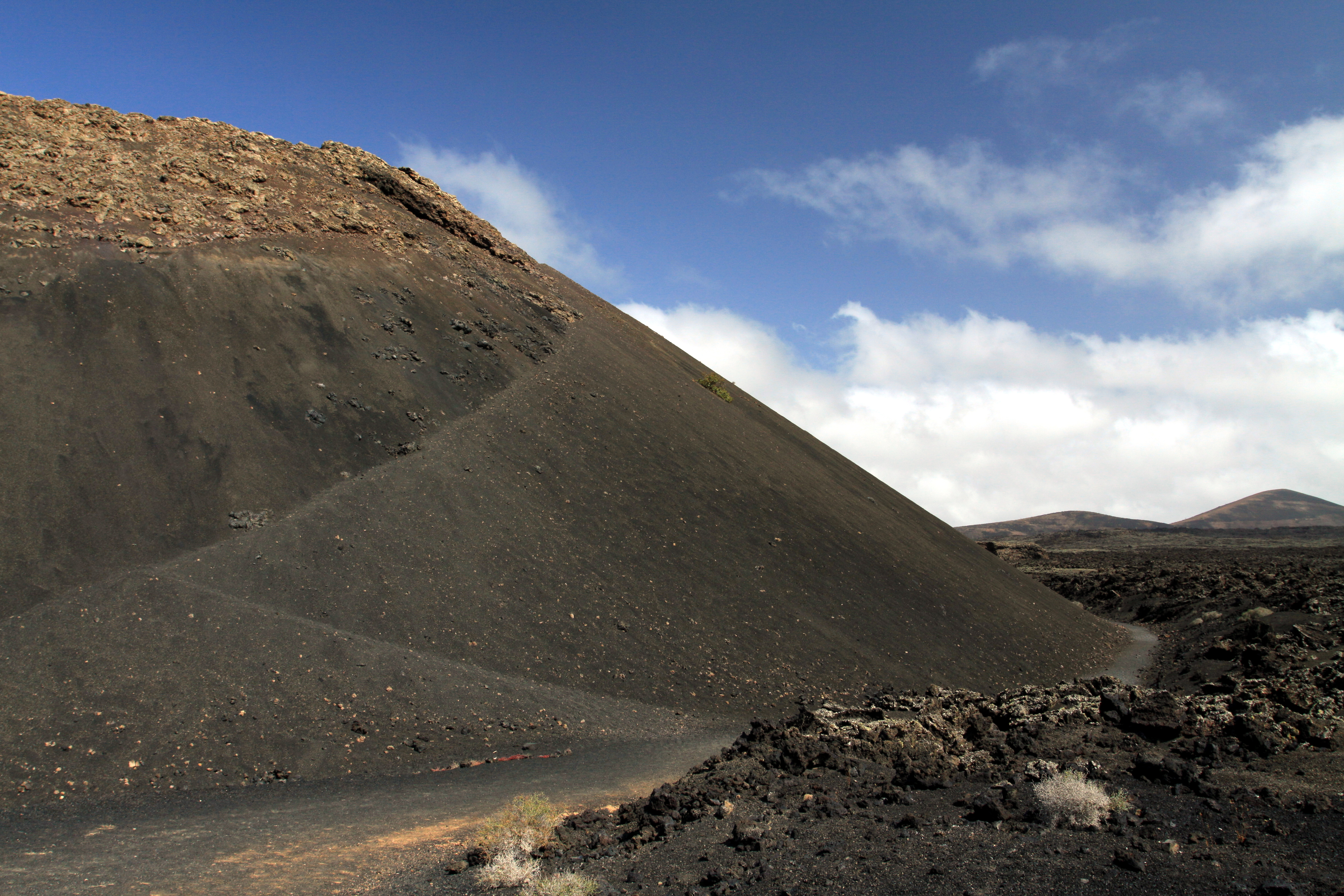
Detail na svah sypaného kužele Caldera de los Cuervos na ostrově Lanzarote

Jak postupně narůstá množství materiálu v blízkosti kužele, svahy vznikajícího kužele se stávají stále více příkré. Když dosáhnou hodnoty přibližně 30°, dochází k překročení kritického úhlu, do kdy je materiál v klidu. Ten se začne gravitačně sesouvat a přemisťovat ukládaný materiál do nižších oblastí. Svahy kužele tedy obvykle tento kritický úhel nepřesáhnou a místo toho dochází k sesuvům vyvřelé strusky. Kužel se tak rozrůstá do šířky a jen velmi pozvolna i do výšky.

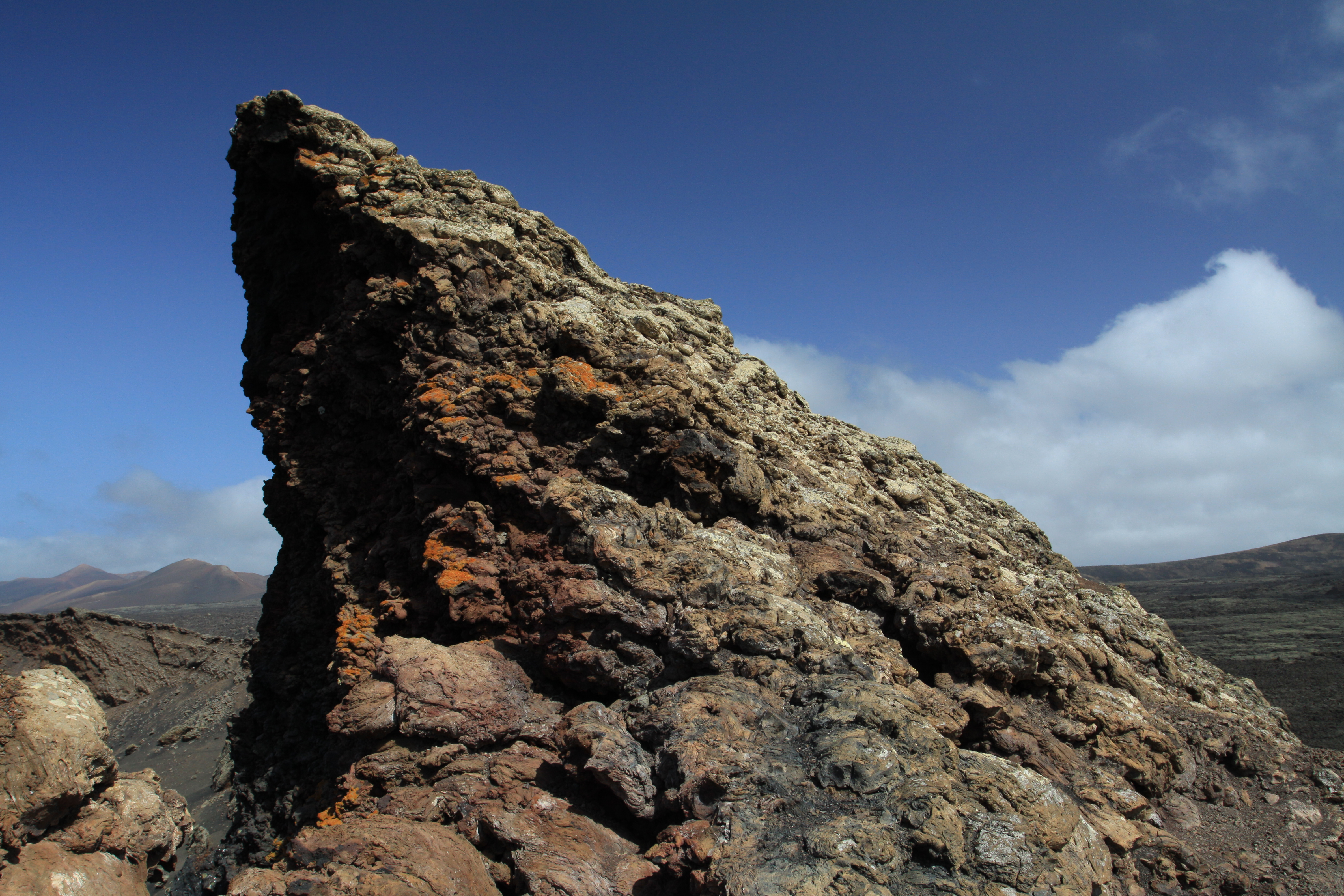
Detail na spečené částice ve vrcholové partii sypaného kužele Caldera de los Cuervos, Lanzarote

V některých případech může nastat situace, že dopadající materiál nevychladl zcela během letu, ale je stále částečně roztaven i po dopadu. Může tak dojít ke spečení strusky a vytvoření celistvého bloku spečené strusky. V takovém případě je občas sklon 30° místy překročen, takže je svah místy příkřejší.
Sypaný kužel vzniká většinou během relativně krátkého časové úseku (v řádů dnů, měsíců či občas i let), a proto se často označují jako monogenetické sopky. Nicméně z historie a přímých pozorování jsou známy případy, kdy sypaný kužel vznikal po delší časový úsek (například sypaný kužel Paricutín v Mexiku) a v takovém případě se jednalo o polygenetický vývoj. Nicméně 50 % pozorovaných kuželů vzniklo během erupcí trvající méně než 30 dní, 95 % pak za dobu méně než jednoho roku.
Je časté, že na závěr vzniku sypaného kužele dojde k výlevu lávy z kráteru či z úbočí kužele. Tím vzniká často lávový proud, který naruší kužel sopky či ho částečně pohřbí. V případě, že se sopečná erupce odehrává ve vodním prostředí, může často dojít k situaci, kdy počáteční fáze explozí je vlivem interakce magmatu s okolní vodou freatomagmatická. Když se místo exploze dostane nad vodní hladinu, ale voda má stále částečný přístup do místa exploze, vzniká velice jemnozrnný tuf formující tufový prstenec či tufový kužel. Když se ale začne hromadit množství materiálu v okolí kráteru a ten zamezí přístupu vody do kráteru, styl erupcí se může změnit na Strombolský, čímž začne vznikat na starším tělese sypaný kužel.

## Vzhled

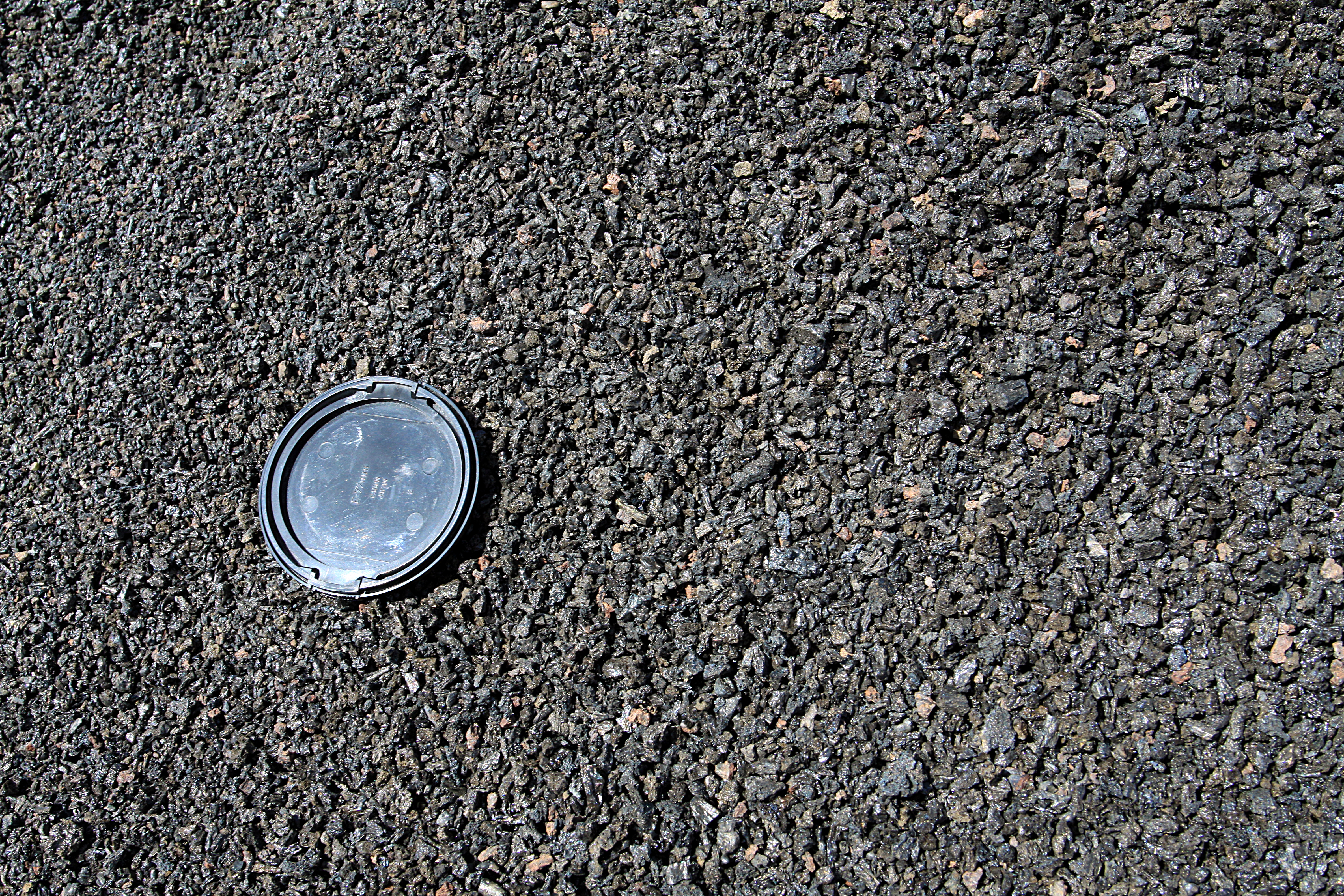
Detailní pohled na strusku tvořící těleso kužele. Černé víčko od fotoaparátu o velikosti 77 mm v průměru použito jako měřítko.

Sypané kužele mají krátce po vzniku většinou kuželovitý tvar, ale často mohou mít i tvar koňské podkovy, když je část sopečného svahu proražena unikajícím lávovým proudem. V případě, že kužel vznikal v oblasti s výrazným vzdušným prouděním (např. převažující vítr z jedné strany), může být výrazně nesymetrický. Podobně, pokud kužel vznikl na výrazně ukloněném svahu, či nad sopečnou trhlinou často vzniká asymetrický kužel. Na tvar kužele má významný vliv taktéž množství vyvřelého materiálu, pokud je ho málo, není dosaženo kritického úhlu svahů a svahy pak dosahují nižšího sklonu. Dále pak rychlost vyhozených částic z místa exploze. Čím je rychlost vyšší, tím je kužel širší, jelikož částice mohou doletět do větší vzdálenosti od místa exploze. Roli hraje také sypný úhel a úhel, pod kterým jsou částice z kráteru vyvrhovány, tvar a velikost částic a další.
Jelikož jsou kužele tvořeny jen málo zpevněným materiálem, podléhají snadné erozi a to jak větrem, deštěm i dalšími erozivními faktory. Se stářím sypaného kužele tak dochází ke změně tvaru kužele, dochází ke snižování výšky kužele a sklonům svahů, které pak mohou dosahovat sklonu jen 15 až 20°.
Sypané kužely jsou ve srovnání s jinými druhy sopek (například štítovými sopkami či stratovulkány) značně menší. Rozměr základny je většinou méně než 2 kilometry, s výškou mezi 200 až 300 metrů.

## Stavba

Schematický řez tělesem sypaného kužele

Těleso kužele je tvořeno převážně tefrou, tedy částicemi o různé velikosti, od sopečných bomb, lapill až po sopečný popel. Dle přímých pozorování vylétávajících částic se zdá, že většina materiálu je z centra exploze balisticky vyvrhována. Nicméně existuje i alternativní model, který předpokládá, že část materiálu je ukládána postupným vypadáváním materiálu z pyroklastického mraku vzniklého nad místem erupce. Tento model částečně potvrzují pozorování způsobu uložení některých vnitřních vrstev u některých sypaných kuželů. Do současnosti tak není zcela známo, který způsob vzniku je převažující. Jednotlivé vrstvy tvořící kužel jsou od sebe relativně snadno rozpoznatelné.
Uvnitř kužele se většinou nachází poměrně velký kráter s ohledem na malý rozměr samotných kuželů. V případě, že je kužel proražen a vnitřek kráteru je přístupný, má většinou charakteristickou červenou barvu vlivem oxidovaného železa. V době sopečné aktivity vede do kráteru přívodní žíla, kterou stoupá k povrchu magma. V této části dochází taktéž k fragmentaci magmatu. Jelikož proces sopečných erupcí není nepřetržitý, ale erupce jsou často s prodlevami, je těleso kužele tvořeno jednotlivými na sobě uloženými vrstvami.

## Rozšíření

3D animace sopky Etny na Sicílii. Malé drobné hrbolky na svazích sopky představují parazitické sypané kužele

Sypané kužely jsou nejrozšířenější formou sopečné aktivity na Zemi. Nacházejí se proto v celé řadě oblastí a to buď jako parazitické kužele na svazích větších sopek či vytvářejí sopečná pole s četností až stovek kuželů a o velikosti obvykle mezi 30 až 50 kilometrů. Charakteristickým příkladem parazitických kuželů je například sopka Etna na Sicílií, na jejichž svazích se nachází stovky různě starých a degradovaných sypaných kuželů. Sypané kužele jsou taktéž velice charakteristické pro kontinentální oblasti s rifty či pro vnitrozemské oblasti sopečných ostrovů (Kanárské ostrovy, Havajské souostroví, Island, Reunion atd.) vznikající v různém tektonickém prostředí.

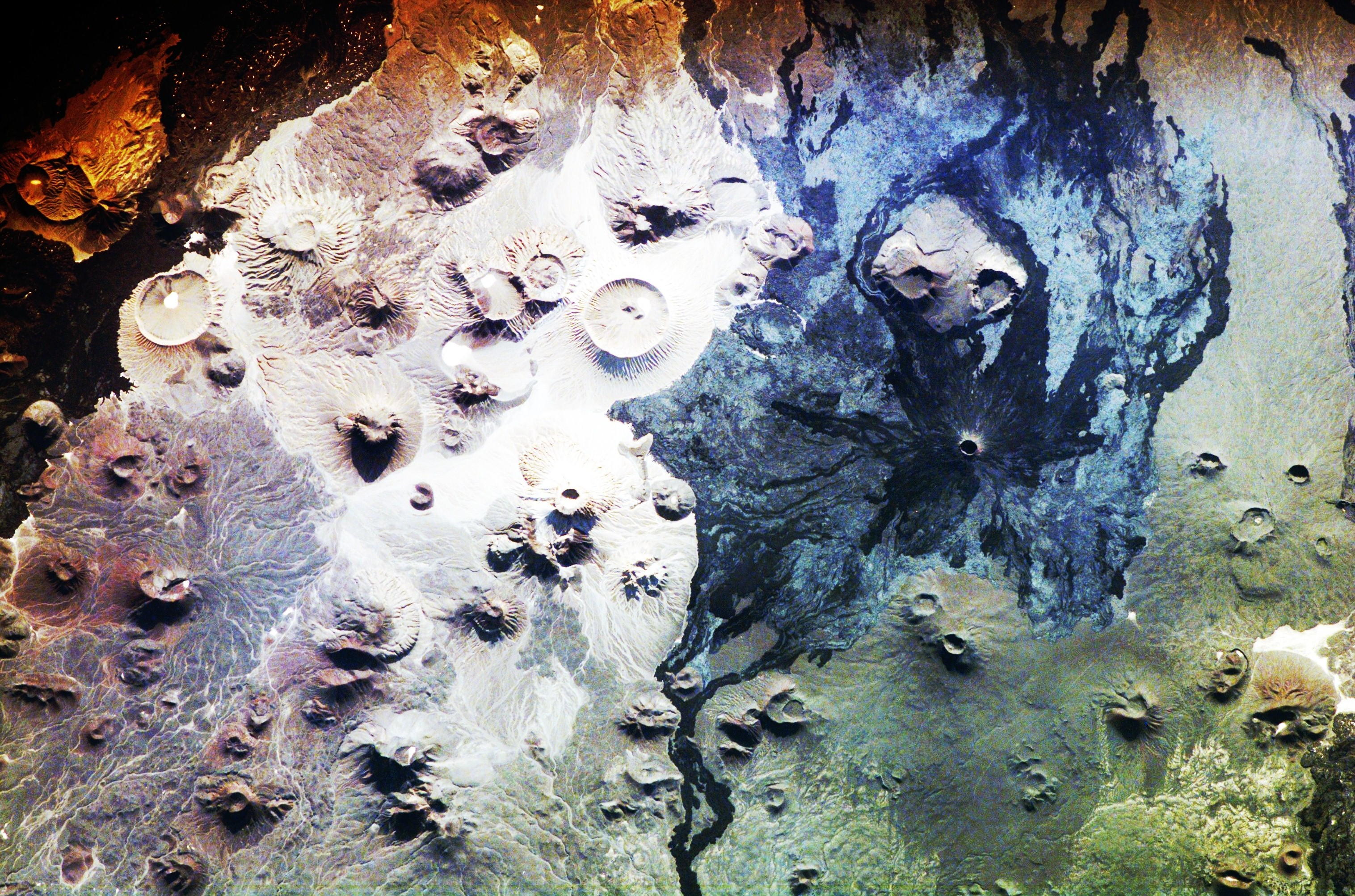
Satelitní snímek sopečného pole Harrat Khaybar v Saúdské Arábii

### Svět

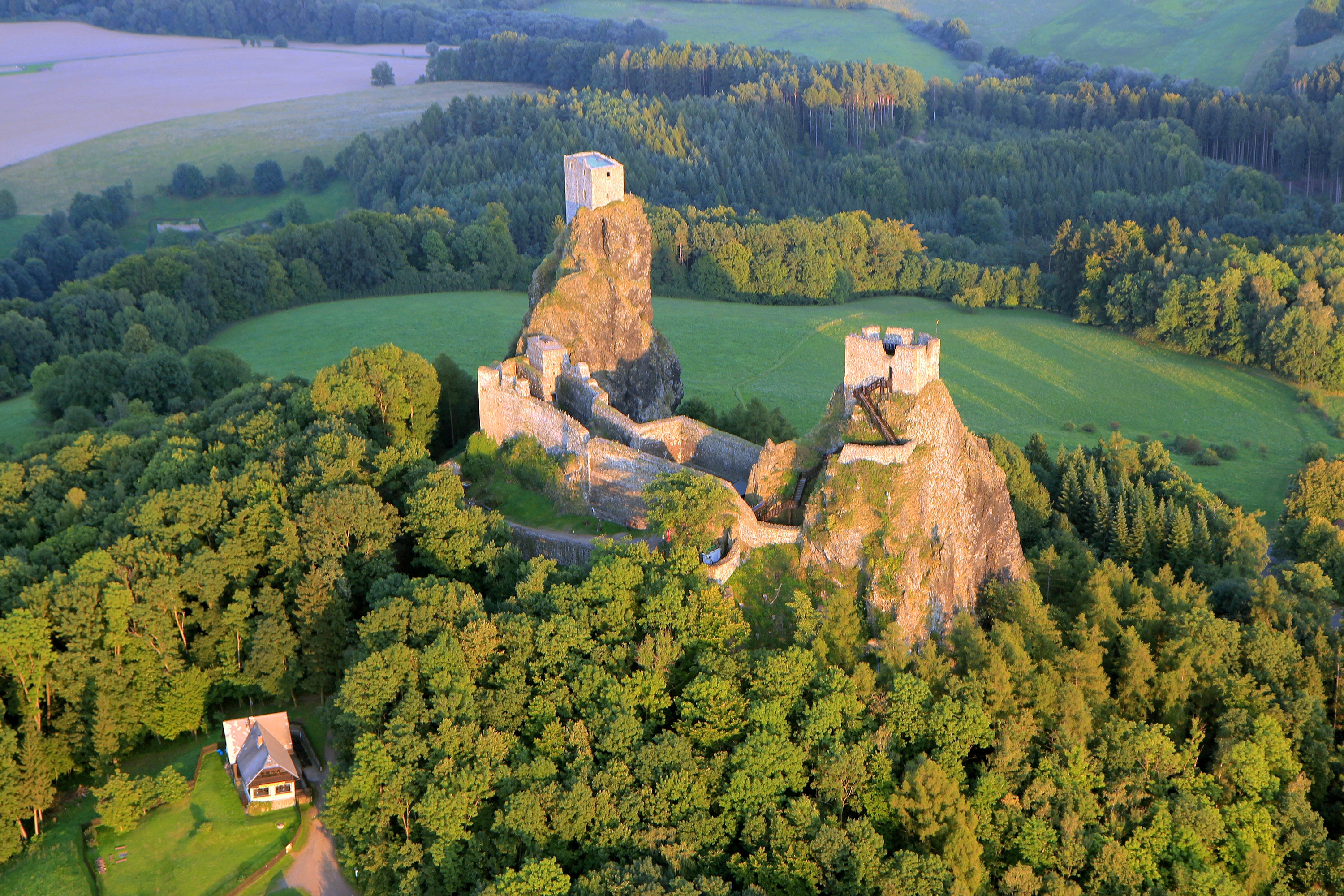
Letecký pohled na Trosky, erodovaný sypaný kužel

Parazitické kužele je možno najít například na
- Etna, Sicílie
- Mauna Loa, Havajské ostrovy
- Stromboli, Itálie[6]
- Pico del Teide, Tenerife

Sopečná pole
- Pohoří Eifel, Německo
- Lanzarote, Kanárské ostrovy
- Neovulkanické pohoří, Mexiko
- jižní Kalifornie
- Harrat Khaybar, Saúdská Arábie
- Tibesti, hranice Čadu a Libye

### Česko
- Trosky, Dubolka, Prackov, Železnice, Houser, oblast Český ráj[25][26]
- Železná hůrka, Komorní hůrka, oblast Chebska

### Sluneční soustava
Jelikož jsou sypané kužele zpravidla relativně malé útvary na povrchu Země, jejich detekce na jiných tělesech sluneční soustavy je závislá na dostupnosti satelitních snímků ve vysokém rozlišení umožňující jejich pozorování. Vyšší kvalita satelitních snímků postupně odhalila, že se podobné sopečné útvary nachází minimálně na dvou dalších těles, konkrétně na Marsu a Měsíci.

#### Mars

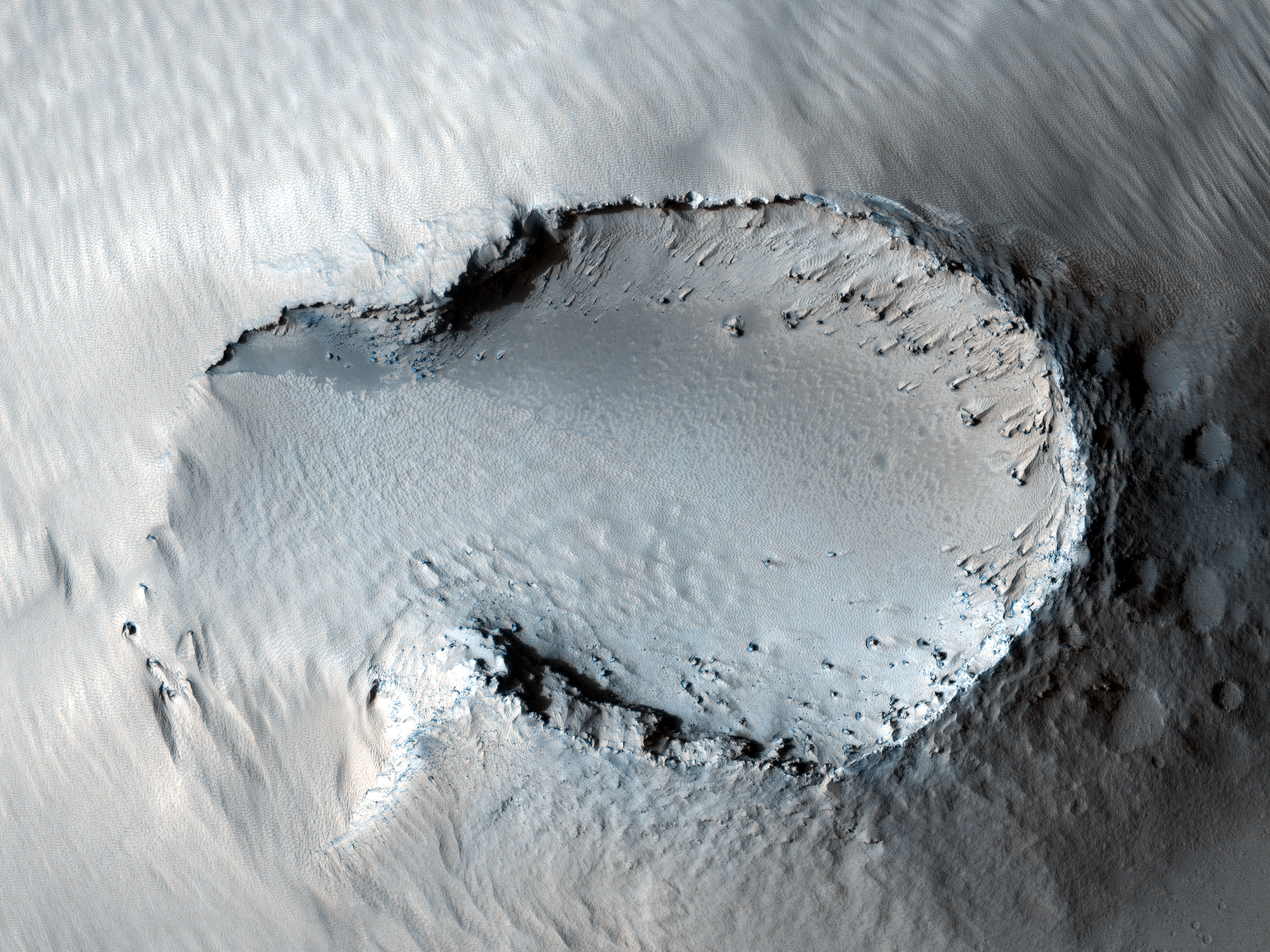
Satelitní snímek ve vysokém rozlišení zachycuje pravděpodobný sypaný kužel na svahu sopky Pavonis Mons na Marsu

Nová generace satelitních snímků povrchu Marsu ve vysokém rozlišení umožnily objevit pravděpodobné marsovské ekvivalenty pozemských sypaných kuželů. Existence marsovských kuželů byla naznačena z několika oblastí, konkrétně by se měly nacházet na svazích sopky Pavonis Mons v Tharsis, případně poblíž marsovského rovníku v oblasti Hydraotes Chaos, na dně kaňonu Coprates Chasma, části Valles Marineris, či v oblasti staré popraskané kůry Ulysses Fossae. Oproti pozemským kuželům nejsou marsovské kužele zcela shodné; jsou přibližně 2,6 krát větší a jsou i vyšší. Taktéž sklony jejich svahů nedosahují 30°, ale jsou méně příkré (mezi 12 až 27,5°).

#### Měsíc
V roce 2013 byla zveřejněna studie amerických vědců o měsíční oblasti Marius Hills, ve které autoři zkoumali skupinu 150 kuželovitých těles, pravděpodobných měsíčních ekvivalentů sypaných kuželů. Obdobně, jako v případě marsovských kuželů, ani kužele na Měsíci nejsou zcela shodné ve srovnání s pozemskými; pozorované kužele mají obecně opět nižší sklon svahů (přibližně 16°).

## Využití
Struska tvořící tělesa kuželů je na Zemi většinou tvořena alkalickým bazaltem, který vzniká nízkým stupněm parciálního tavení. Magma vzniklé parciálním tavením pak často stoupá k povrchu skrze existující fraktury a zlomy v kůře, takže se pomocí lokalizace kuželů na povrchu dá získat hrubá představa o situaci v kůře, panujícím napětí v litosféře.
Materiál tvořící kužele se v některých oblastech těží a využívá se jako stavební materiál.